# 布科維克山 (羅多彼山脈)
布科維克山是塞爾維亞的山峰，位於該國中部，處於拉扎尼附近，屬於羅多彼山脈的一部分，該山峰海拔高度894米，山體由頁岩組成。